# Josef Kohout (pilot)
Josef Kohout (7. března 1917 Petříkov – 16. dubna 1984 Spojené království) byl český pilot Royal Air Force v období druhé světové války.

## Život

### Před druhou světovou válkou
Josef Kohout se narodil 7. března 1917 v Petříkově na Českobudějovicku v rodině Františka Kohouta a Marie, rozené Tašmanové. Vychodil čtyři roky obecné školy a vystudoval dva roky školy obchodní. Pracoval jako obchodní příručí. Prezenční vojenskou službu absolvoval u leteckého pluku v Hradci Králové. Studoval na poddůstojnické a pilotní škole.

### Druhá světová válka
Po německé okupaci opustil Josef Kohout 24. května 1939 ilegálně Protektorátu Čechy a Morava a přes Polsko se dostal do Francie. Zde vstoupil do cizinecké legie, ve které sloužil v alžírském Sidi-Bel-Abbès. Po vypuknutí druhé světové války byl ze závazku cizinecké legie propuštěn a zařazen do vznikající československé zahraniční jednotky. Po pádu Francie v červnu 1940 se evakuoval z Bordeaux evakuoval do Spojeného království, kde byl v červenci téhož roku přijat do Royal Air Force. Po výcviku byl 18. května 1941 zařazen k 601. peruti, kde působil do 26. března 1942, kdy přešel do 610. perutě. Od 20. května do 11. června 1942 byl krátce zařazen do 313. československé stíhací perutě a poté do 312. československé stíhací perutě. S ní se 22. září 1945 vrátil na letiště v Plané.

### Po druhé světové válce
Po komunistickém převratu v roce 1948 byla Josefu Kohoutovi odebrána hodnost. Znovu odešel do exilu. Zemřel 16. dubna 1984 ve Spojeném království.

## Vyznamenání
- 3x Československý válečný kříž 1939
- Československá medaile Za chrabrost před nepřítelem
- Československá medaile za zásluhy I. stupně
- Pamětní medaile československé armády v zahraničí